# Stained Class
Stained Class er det fjerde album af det britiske heavy metal-band Judas Priest, som blev udgivet i februar 1978. Albummet anses af mange fans for at være en af højdepunkterne i Judas Priests udgivelsesliste. Temaerne på Stained Class omhandlede meget sience fiction, som var meget populært i 1970'erne. Albummet var også det første hvor Judas Priest for alvor begyndte at udforske den genre, der senere hen ville blive kendt som heavy metal.   
Albumsomslaget introducerede også deres klassiske logo, som erstattede logoet med de gotiske bogstaver, der var blevet brugt på deres tidligere udgivelser. 
Fem år efter udgivelsen af Stained Class blev bandet trukket i retten, af forældrene til to teenagere, som begge nogen år forinden havde begået selvmord. Forældrene påstod at dette skyldes skjulte budskaber i sangen "Better By You, Better Than Me" i form af teksten "Do it, do it, do it," som ifølge dem var en opfordring til selvmord. "Better By You, Better Than Me" var dog ikke en sang Judas Priest selv havde skrevet, men en coverversion af Spooky Tooth (skrevet af bandets keyboardspiller Gary Wright). Judas Priest brugte efterfølgende flere millioner dollars på retssagen, som varede tre år og endte med, at de blev frikendt.
Stained Class blev genudgivet i 2001 med to tilføjet bonusspor. Dette var det eneste Judas Priest album, hvor alle medlemmerne deltog i sangskrivningen, hvilket betød dette var et af Ian Hills få bidarg til sangskrivningenprocessen og det eneste bidrag fra trommeslageren Les Binks – guitar-riffsene til sangen "Beyond the Realms of Death". Efter dette album blev sangskrivningsholdet reduceret til Rob Halford, K.K. Downing og Glenn Tipton, Tipton deltog dog kun lejlighedsvis.   

## Spor
1. "Exciter"  – 5:34
2. "White Heat, Red Hot" (Tipton) – 4:20
3. "Better By You, Better Than Me" (Gary Wright) – 3:24
4. "Stained Class" – 5:19
5. "Invader" (Halford, Tipton, Ian Hill) – 4:12
6. "Saints in Hell" (Halford, K.K. Downing, Tipton) – 5:30
7. "Savage" (Halford, Downing) – 3:27
8. "Beyond the Realms of Death" (Halford, Les Binks) – 6:53
9. "Heroes End" (Tipton) – 5:01

### 2001 bonusspor
1. "Fire Burns Below" – 6:58
2. "Better By You, Better Than Me (Live)"  (Wright) – 3:24

## Musikere
- Rob Halford – Vokal
- K.K. Downing – Guitar
- Glenn Tipton – Guitar, Bagvokal
- Ian Hill – Bas
- Les Binks – Trommer

med
- Simon Phillips – Trommer på "Exciter"

## Eksterne henvisniner
- Stained Class på Judas Priest Info sider Arkiveret 21. marts 2006 hos  Wayback Machine
- Judas Priest sagsøges (Webside ikke længere tilgængelig)

## Fodnoter
1. ↑  "Modscape Heavy Metal Timeline". Arkiveret fra originalen 21. marts 2006. Hentet 13. januar 2008.
2. ↑  "www.100xr.com: Judas Priest biografi". Arkiveret fra originalen 30. maj 2008. Hentet 13. januar 2008.